# Кекоран (село)
Кекоран — село в Якшур-Бодьинском районе Удмуртии.

## География
Деревня находится в центральной части республики и района, в зоне хвойно-широколиственных лесов при железной дороге Ижевск — Балезино. Рядом протекает река Узгинка.

### Климат
Климат характеризуется как умеренно континентальный, с продолжительной холодной многоснежной зимой и относительно коротким тёплым летом. Среднегодовая многолетняя температура воздуха составляет 2,4 °С Средняя температура воздуха самого тёплого месяца (июля) — 18 °C (абсолютный максимум — 36,6 °C); самого холодного (января) — −15 °C (абсолютный минимум — −47,5 °C). Среднегодовое количество атмосферных осадков составляет 532 мм, из которых большая часть выпадает в тёплый период.

## История
Село впервые упоминается в 1843 году с открытием прихода с. Кекоран. В 1844 году в селе была построена каменная церковь. В 1893 году открыта церковно-приходская школа. С января по март 1942 года В начале Великой Отечественной войны через село была проложена стратегически важная железная дорога Ижевск — Балезино. В конце зимы 1943 года по ней перебрасывались эшелоны с войсками и техникой с Урала в южные регионы страны.
Являлось административным центром Кекоранского сельского поселения до его упразднения к 25 мая 2021 года Законом Удмуртской Республики от 11.05.2021 № 43-РЗ.

## Население
| 2010 | 2012 |
| ---- | ---- |
| 249  | ↗258 |

## Инфраструктура
Основой экономики было обслуживание путевого хозяйства Горьковской железной дороги.

## Достопримечательности
Памятник «строителям железной дороги Ижевск-Балезино», открытый в 1997 году.

## Транспорт
Доступен автомобильным и железнодорожным транспортом. В селе расположен остановочный пункт «о.п. 88 км» железной дороги Ижевск — Балезино.

## Известные уроженцы, жители
В Кекоранском фельдшерско-акушерском пункте работала Федора Андреевна Пушина, Герой Советского Союза.